# Huriel
Huriel is een gemeente in het Franse departement Allier (regio Auvergne-Rhône-Alpes). De plaats maakt deel uit van het arrondissement Montluçon. Huriel telde op 1 januari 2022 2.568 inwoners.

## Geografie
De oppervlakte van Huriel bedroeg op 1 januari 2022 34,92 vierkante kilometer; de bevolkingsdichtheid was toen 73,5 inwoners per km².

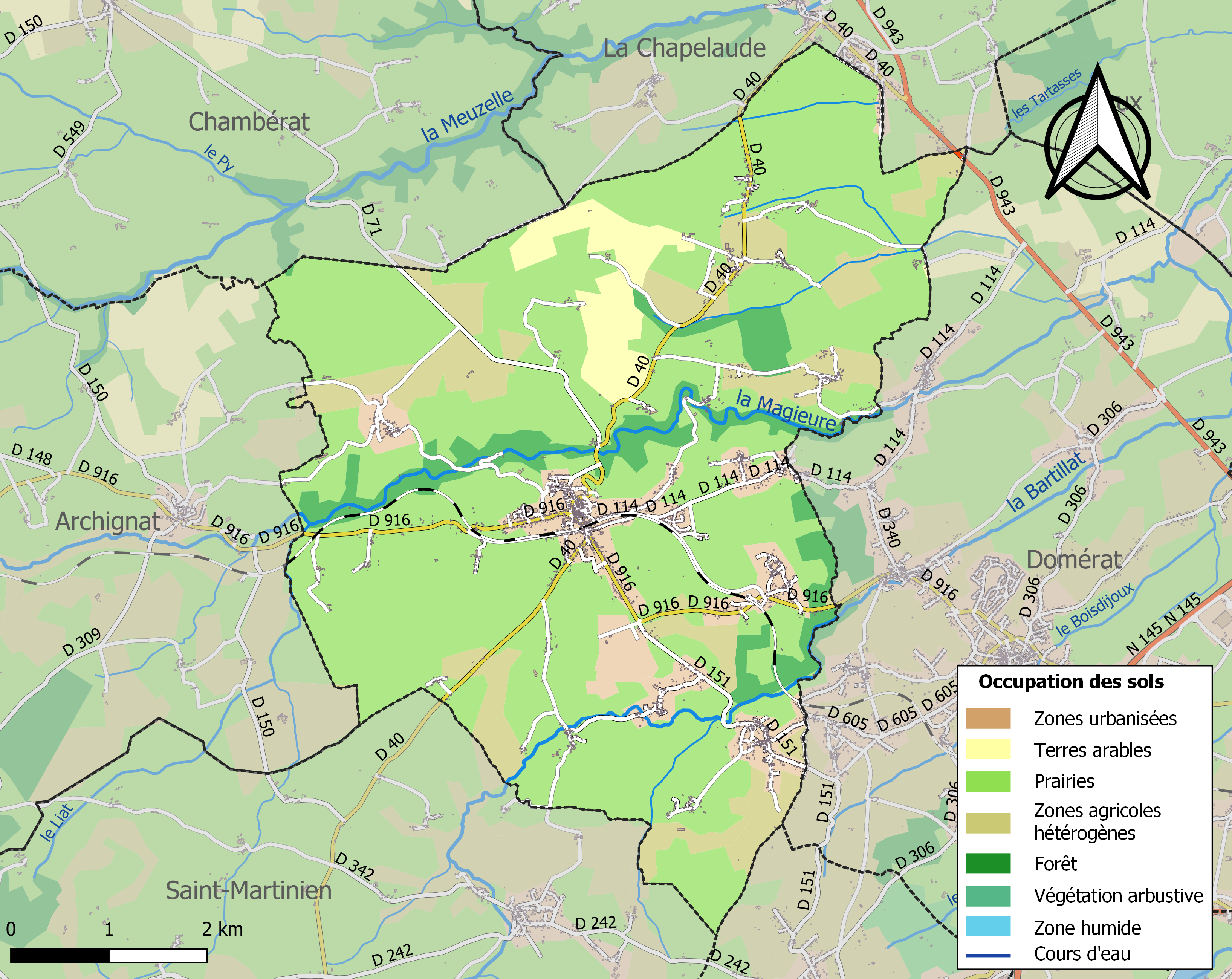
Kaart van de gemeente met belangrijkste infrastructuur, bodemgebruik en omliggende gemeenten

## Verkeer en vervoer
In de gemeente ligt spoorwegstation Huriel.

## Demografie
Onderstaande figuur toont het verloop van het inwonertal (bron: INSEE-tellingen).
Vanwege een beveiligingsprobleem met de MediaWiki Graph-software is het momenteel niet mogelijk deze grafiek weer te geven. Zodra de software is bijgewerkt zal de grafiek vanzelf weer zichtbaar worden.

## Geboren
- Jan I van Brosse, 1375-1433), edelman en maarschalk